# Ioannis Varvitsiotis
Ioannis Varvitsiotis este un om politic grec, membru al Parlamentului European în perioada 2004-2009 din partea Greciei.
1. ↑  Jean VARVITSIOTIS, pace.coe.int
2. ↑  Deputații în Parlamentul European
3. ↑   http://www.assembly.coe.int/nw/xml/AssemblyList/MP-Details-EN.asp?MemberID=949 Lipsește sau este vid: |title= (ajutor)